# Hans Mild

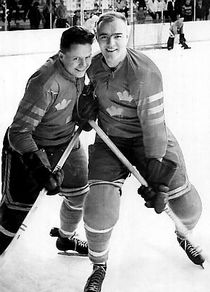
Mild (r.) und Gösta Sandberg 1961 beim Eishockeyspiel.

Hans Hjalmar „Tjalle“ Mild (* 31. Juli 1934 in Stockholm; † 23. Dezember 2007 ebenda) war ein schwedischer Fußball-, Bandy- und Eishockeyspieler sowie Eishockeytrainer.

## Werdegang
Mild debütierte Ende der 1950er Jahre sowohl in der Fußball- als auch der Eishockeymannschaft von Djurgårdens IF. Mit der Fußballmannschaft wurde er 1959 und 1964 schwedischer Landesmeister. 1964 wurde er zudem als Schwedens Fußballer des Jahres ausgezeichnet. Außerdem spielte er 31 Mal für die Schwedische Fußballnationalmannschaft.
Im Eishockey war Mild noch erfolgreicher, die Mannschaft von Djurgårdens IF war von 1958 bis 1963 Serienmeister in Schweden. 1964 nahm er mit der Landesauswahl an den Olympischen Spielen teil und gewann die Silbermedaille. Insgesamt bestritt er 63 Eishockeypartien für sein Land. In den 1970er Jahren war er als Trainer von Djurgårdens IF tätig.